# Astripomoea
Astripomoea es un género  de plantas con flores perteneciente a la familia de las convolvuláceas. Comprende 20 especies descritas y de estas, solo 4 aceptadas.

## Taxonomía
El género fue descrito por Adrianus Dirk Jacob Meeuse y publicado en Journal of Botany, British and Foreign 66: 141. 1928. La especie tipo es: Astripomoea lachnosperma (Choisy) A. Meeuse	

## Especies aceptadas
A continuación se brinda un listado de las especies del género Astripomoea aceptadas hasta junio de 2015, ordenadas alfabéticamente. Para cada una se indica el nombre binomial seguido del autor, abreviado según las convenciones y usos.	
- Astripomoea hyoscyamoides (Vatke) Verdc.
- Astripomoea lachnosperma (Choisy) A. Meeuse
- Astripomoea malvacea (Klotzsch) A. Meeuse
- Astripomoea rotundata A. Meeuse